# Liste von Transportbehältern gemäß den Kennblättern fremden Geräts D 50/10

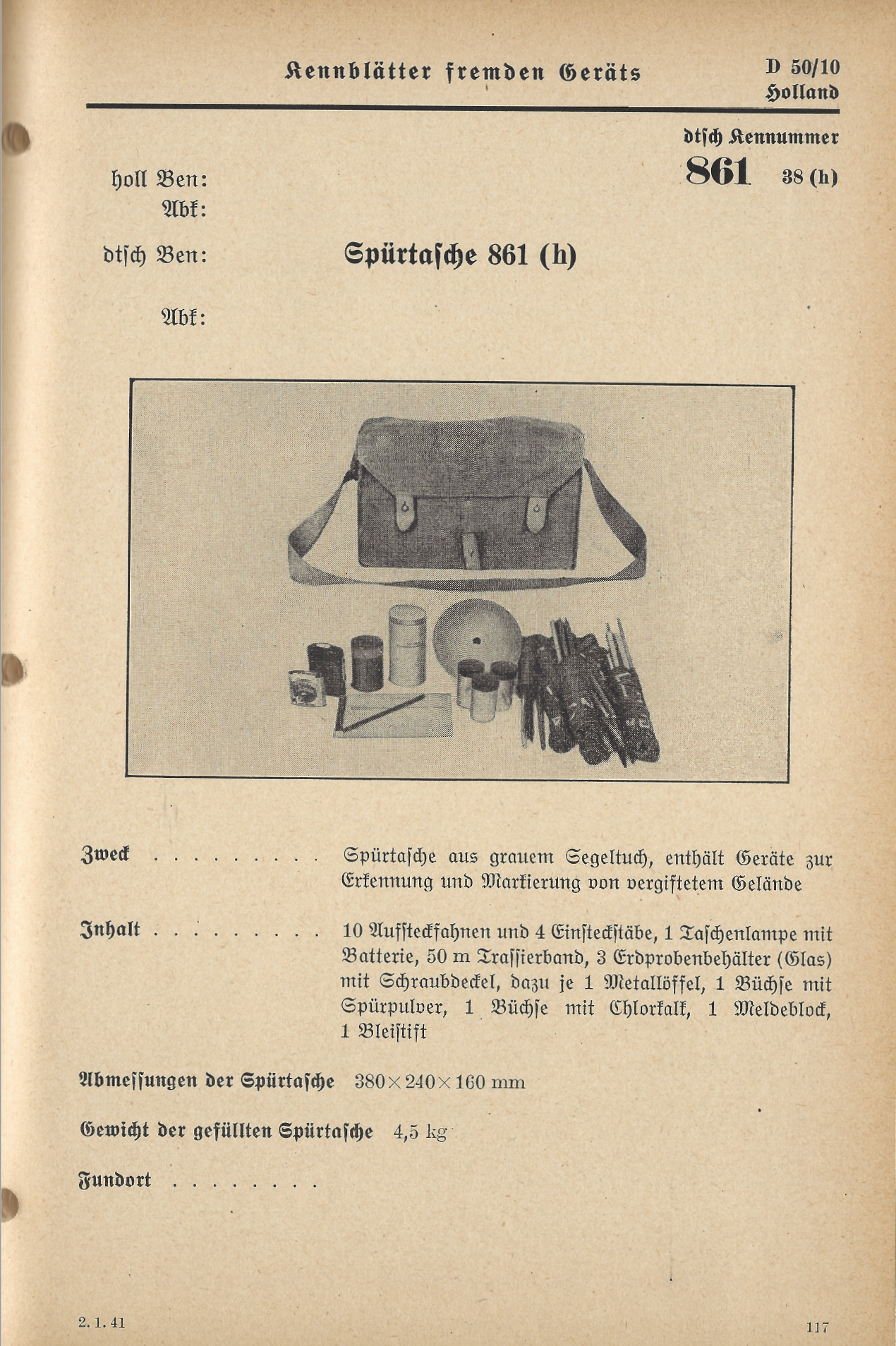
Kennblattbeispiel zu
D 50/9 Nr 861 30 (h)

In dieser Liste von Transportbehältern gemäß den Kennblättern fremden Geräts D 50/10 werden Transportbehälter jeglicher Art für Gasschutz aufgeführt, die vom Heereswaffenamt verzeichnet wurden.
Nachfolgend ein Überblick/Auszug zur offiziellen Dokumentation Kennblätter fremden Geräts D 50/10: Gasschutzgerät.

## Hinweise zur Liste
Aufbau der Tabelle
Untenstehende Tabelle führt folgenden Spalteninhalte:
- dtsch. Kennnr. (deutsche Kenn-Nummer), dies entspricht dem Originalindex in den Kopfzeilen der Kennblätter mit Kennnummer, Stoffgebietenummer und Beutezeichen.
- Abk. dtsch. Ben. (Abkürzung deutsche Benennung), Originalbezeichnung entnommen aus der fünften Zeile der Kennblätter.
- Landesbez. nach HWA (Heereswaffenamt), Originalangaben entnommen aus der ersten Zeile der Kennblätter.
- Bild, eine Bildauswahl aus Wikipedia für dieses Objekt.
- Bemerkungen, Hier werden Links zu bereits existierenden Wikipedia-Artikeln eingetragen.
- Minenart, Hier wird die Art der Mine angegeben

 Info: Die in der Tabelle angegebenen Originaleinträge sollen nicht geändert werden, weil diese den Angaben aus den Kennblättern entsprechen. Nach neuerem Forschungsstand sind teilweise Errata in den Kennblättern erkannt worden. Diese werden unten im Abschnitt Anmerkungen jeweils zur Kenn-Nummer erläutert. Die Wikilinks in den runden Klammern sollten das Lemma der entsprechenden Artikel in Wikipedia enthalten.

## Tabellarische Übersicht
| dtsch. Kennr. | Abk. dtsch. Ben.                     | Landesbez.nach HWA (Wikipedia-Artikel) | Bild         | Bemerkungen                                                |
| ------------- | ------------------------------------ | -------------------------------------- | ------------ | ---------------------------------------------------------- |
| 275 38 (f)    | Schwelkerzen- zünderkasten (f)       | in D 50/10 keine Angaben               |              | ehemals in D. 50/9 aufgeführt, für 210 Schw. K. Z. 241 (f) |
| 505 38 (n)    | Klarscheibenbehälter 505 (n)         | in D 50/10 keine Angaben               |              |                                                            |
| 804/1 38 (n)  | Vorratskasten 804/1 (n)              | in D 50/10 keine Angaben               |              | Kasten enthält: 4× Sauerstoffflaschen 4× Alkalipatronen    |
| 881 38 (b)    | Tragebüchse 881 (b)                  | in D 50/10 keine Angaben               |              | Zivilgerät                                                 |
| 881 38 (f)    | Tragetasche 881 (f)                  | in D 50/10 keine Angaben               |              | zur Gasbekleidung Parganzflam                              |
| 882 38 (b)    | Tragebüchse 882 (b)                  | in D 50/10 keine Angaben               |              | Zivilgerät                                                 |
| 883 38 (b)    | Tragetasche 883 (b)                  | in D 50/10 keine Angaben               | Bilderwunsch |                                                            |
| 884 38 (b)    | Tragetasche 884 (b)                  | in D 50/10 keine Angaben               |              | für Gasmaske 365 (b)                                       |
| 925 38 (f)    | Vermorelzerstäuber- Packkiste925 (f) | in D 50/10 keine Angaben               | Bilderwunsch | Holzkiste mit 7 kg Leergewicht                             |